# Andre Rison
Pour les articles homonymes, voir Rison.
(en) Statistiques sur pro-football-reference
Andre Previn Rison, né le 18 mars 1967 à Flint, est un joueur américain de football américain.
Actif de 1989 à 2005, ce wide receiver a joué en National Football League (NFL) et en Ligue canadienne de football (LCF). Il a joué pour les franchises des Colts d'Indianapolis (1989), des Falcons d'Atlanta (1990–1994), des Browns de Cleveland (1995), des Jaguars de Jacksonville (1996), des Packers de Green Bay (1996), des Chiefs de Kansas City (1997–1999), des Raiders d'Oakland (2000) et des Argonauts de Toronto (2004–2005).
Il a remporté le Super Bowl XXXI et la 92e Coupe Grey.